# Saison 2019-2020 du MC Oran
 (décembre 2019).
Si vous disposez d'ouvrages ou d'articles de référence ou si vous connaissez des sites web de qualité traitant du thème abordé ici, merci de compléter l'article en donnant les références utiles à sa vérifiabilité et en les liant à la section « Notes et références ».
Maillots
Dernière mise à jour : 6 septembre 2020.
Chronologie
Saison précédente Saison suivante
La saison 2019-2020 du Mouloudia Club Oranais est la 55e saison du club en première division algérienne. L'équipe est engagée en Ligue 1 et en Coupe d'Algérie.
La saison est marquée par l'arrêt du championnat à partir du 15 mars après la propagation de la pandémie de Covid-19 en Algérie.

## Transferts

### Période Estivale
| Nom                    | Nationalité | Poste             | Transfert      | Provenance/Destination | Division    |
| ---------------------- | ----------- | ----------------- | -------------- | ---------------------- | ----------- |
| Arrivées               |             |                   |                |                        |             |
| Mohamed Guetarni       | Algérie     | Gardien de but    | Transfert      | SA Mohammadia          | National    |
| Mohamed Amine Ezzemani | Algérie     | Défenseur         | Transfert      | USM El Harrach         | Ligue 2     |
| Senoussi Fourloul      | Algérie     | Défenseur         | Transfert      | DRB Tadjenanet         | Ligue 1     |
| Kamel Hamidi           | Algérie     | Défenseur         | Transfert      | USM El Harrach         | Ligue 2     |
| Boualem Mesmoudi       | Algérie     | Défenseur         | Transfert      | USM Bel Abbès          | Ligue 1     |
| Bassam Chaouti         | Algérie     | Milieu de terrain | Transfert      | CA Bordj Bou Arreridj  | Ligue 1     |
| Mohamed Lagraâ         | Algérie     | Milieu de terrain | Transfert      | USM Bel Abbès          | Ligue 1     |
| Abderaouf Chouiter     | Algérie     | Attaquant         | Transfert      | NA Hussein Dey         | Ligue 1     |
| Mahi Benhamou          | Algérie     | Attaquant         | Transfert      | SA Mohammadia          | National    |
| Mohamed Amine Hamia    | Algérie     | Attaquant         | Transfert      | USM Alger              | Ligue 1     |
| Benamar Mellal         | Algérie     | Attaquant         | Transfert      | CA Bordj Bou Arreridj  | Ligue 1     |
| Zoubir Motrani         | Algérie     | Attaquant         | Transfert      | O. Médéa               | Ligue 1     |
| Départs                |             |                   |                |                        |             |
| Bachir Della Krachai   | Algérie     | Gardien de but    | Transfert      | Amal Bou Saâda         | Ligue 2     |
| Abderrahmane Blaha     | Algérie     | Défenseur         | Transfert      | ASM Oran               | Ligue 2     |
| Brahim Boudebouda      | Algérie     | Défenseur         | Transfert      | CS Constantine         | Ligue 1     |
| Réda Halaïmia          | Algérie     | Défenseur         | Fin de contrat | Beerschot VA           | Division 1B |
| Abderrahmane Mahammedi | Algérie     | Défenseur         | Transfert      | MC El Eulma            | Ligue 2     |
| Sid Ahmed Aouadj       | Algérie     | Milieu de terrain | Transfert      | CS Constantine         | Ligue 1     |
| Abdellah El Moudene    | Algérie     | Milieu de terrain | Fin de prêt    | Paradou AC             | Ligue 1     |
| Sabri Gharbi           | Algérie     | Milieu de terrain | Transfert      | USM Bel Abbès          | Ligue 1     |
| Mohamed Toumi          | Algérie     | Attaquant         | Fin de contrat | JS Saoura              | Ligue 1     |

### Période Hivernale
| Nom                 | Nationalité   | Poste             | Transfert      | Provenance/Destination | Division  |
| ------------------- | ------------- | ----------------- | -------------- | ---------------------- | --------- |
| Arrivées            |               |                   |                |                        |           |
| Abdelkader Boutiche | Algérie       | Milieu de Terrain | Transfert      | ASM Oran               | Ligue 2   |
| Nazim Itim          | Algérie       | Milieu de Terrain | Transfert      | OM Arzew               | Ligue 2   |
| Abdelhak Abdelhafid | Algérie       | Attaquant         | Transfert      | NC Magra               | Ligue 1   |
| Départs             |               |                   |                |                        |           |
| Vivien Assie        | Côte d'Ivoire | Défenseur         | Fin de contrat | Kazma                  | Kuwait PL |
| Mohamed Amine Hamia | Algérie       | Attaquant         | Fin de contrat | CS Chebbien            | Ligue 1   |

## Effectif professionnel actuel
Le premier tableau liste l'effectif professionnel du MCO pour la saison 2019-2020. Le second recense les prêts effectués par le club lors de cette même saison.

## Compétitions

### Championnat d'Algérie

#### Phase Aller
| Date       | J. | Adversaire            | Lieu | Score | Buteurs du MCO                                             | Buteurs de l'Adv.                        | Class. | Public    |
| ---------- | -- | --------------------- | ---- | ----- | ---------------------------------------------------------- | ---------------------------------------- | ------ | --------- |
| 17/08/2019 | 1  | USM Bel Abbès         | Dom. | 3–1   | Mansouri 18e (pen.), Mesmoudi 59e, Guertil 70e             | Belhocini 50e (pen.)                     | 1re    |           |
| 24/08/2019 | 2  | ES Sétif              | Ext. | 1–1   | Motrani 48e                                                | Radouani 70e (pen.)                      | 1re    |           |
| 31/08/2019 | 3  | CS Constantine        | Dom. | 1–0   | Mansouri 51e (pen.)                                        | -                                        | 2e     |           |
| 11/09/2019 | 4  | AS Aïn M'lila         | Ext. | 2–1   | Mesmoudi 77e                                               | Tiaïba 52e, Demane 64e                   | 5e     |           |
| 15/09/2019 | 5  | MC Alger              | Dom. | 2–3   | Mesmoudi 55e, Mansouri 90+5e (pen.)                        | Bendebka 33e, Brahimi 40e, Bourdim 90+1e | 5e     |           |
| 22/09/2019 | 6  | JS Saoura             | Ext. | 1–1   | Feghloul 29e                                               | Hammia 42e                               | 5e     |           |
| 05/10/2019 | 7  | USM Alger             | Dom. | 4–0   | Feghloul 16e, Meftah 41e (csc), Mellal 76e, Benhamou 90+3e | -                                        | 3e     |           |
| 23/10/2019 | 8  | Paradou AC            | Dom. | 0–1   | -                                                          | Ghorab 80e                               | 5e     |           |
| 30/10/2019 | 9  | CA Bordj Bou Arreridj | Ext. | 1–2   | Mellal 82e, Nadji 90+1e                                    | Droueche 42e (pen.)                      | 4e     |           |
| 09/11/2019 | 10 | NC Magra              | Dom. | 1–0   | Freifer 38e                                                | -                                        | 3e     |           |
| 24/11/2019 | 11 | NA Hussein Dey        | Ext. | 0–0   | -                                                          | -                                        | 3e     |           |
| 30/11/2019 | 12 | US Biskra             | Dom. | 0–0   | -                                                          | -                                        | 4e     | Huis clos |
| 10/12/2019 | 13 | JS Kabylie            | Ext. | 1–0   | -                                                          | Saadou 33e                               | 6e     | Huis clos |
| 16/12/2019 | 14 | ASO Chlef             | Dom. | 1–2   | Mellal 41e                                                 | Djahel 45e, Hellal 47e                   | 6e     |           |
| 21/12/2019 | 15 | CR Belouizdad         | Ext. | 1–1   | Mansouri 85e (pen.)                                        | Djerrar 3e                               | 8e     |           |

#### Phase Retour
La phase retour est marquée par l'arrêt du championnat à la 22e journée, à partir du 15 mars après la propagation de la pandémie de Covid-19 en Algérie.
| Date       | J. | Adversaire            | Lieu | Score                                                              | Buteurs du MCO                                                     | Buteurs de l'Adv.                                                  | Class.                                                             | Public                                                             |
| ---------- | -- | --------------------- | ---- | ------------------------------------------------------------------ | ------------------------------------------------------------------ | ------------------------------------------------------------------ | ------------------------------------------------------------------ | ------------------------------------------------------------------ |
| 01/02/2020 | 16 | USM Bel Abbès         | Ext. | 1–2                                                                | Saâd 4e (csc), Nadji 64e                                           | Litt 45e                                                           | 6e                                                                 |                                                                    |
| 08/02/2020 | 17 | ES Sétif              | Dom. | 1–1                                                                | Boutiche 64e                                                       | Djahnit 50e (pen.)                                                 | 6e                                                                 | 35 000                                                             |
| 17/02/2020 | 18 | CS Constantine        | Ext. | 1–1                                                                | Benhamou 4e                                                        | Belkacemi 55e                                                      | 6e                                                                 |                                                                    |
| 22/02/2020 | 19 | AS Aïn M'lila         | Dom. | 3–1                                                                | Benhamou 51e, Abdelhafid 54e, Motrani 71e                          | Tiaïba 28e                                                         | 6e                                                                 | 10 000                                                             |
| 29/02/2020 | 20 | MC Alger              | Ext. | 1–1                                                                | Motrani 73e                                                        | Frioui 15e                                                         | 6e                                                                 |                                                                    |
| 07/03/2020 | 21 | JS Saoura             | Dom. | 1–1                                                                | Mansouri 73e                                                       | Saâd 45+3e                                                         | 6e                                                                 | 15 000                                                             |
| 14/03/2020 | 22 | USM Alger             | Ext. | 4–1                                                                | Benhamou 45+1e                                                     | Zouari 22e 48e, Benhamouda 57e 61e                                 |                                                                    | Huis clos                                                          |
|            | 23 | Paradou AC            | Ext. | Championnat arrêté en raison de la Pandémie de Covid-19 en Algérie | Championnat arrêté en raison de la Pandémie de Covid-19 en Algérie | Championnat arrêté en raison de la Pandémie de Covid-19 en Algérie | Championnat arrêté en raison de la Pandémie de Covid-19 en Algérie | Championnat arrêté en raison de la Pandémie de Covid-19 en Algérie |
|            | 24 | CA Bordj Bou Arreridj | Dom. | Championnat arrêté en raison de la Pandémie de Covid-19 en Algérie | Championnat arrêté en raison de la Pandémie de Covid-19 en Algérie | Championnat arrêté en raison de la Pandémie de Covid-19 en Algérie | Championnat arrêté en raison de la Pandémie de Covid-19 en Algérie | Championnat arrêté en raison de la Pandémie de Covid-19 en Algérie |
|            | 25 | NC Magra              | Ext. | Championnat arrêté en raison de la Pandémie de Covid-19 en Algérie | Championnat arrêté en raison de la Pandémie de Covid-19 en Algérie | Championnat arrêté en raison de la Pandémie de Covid-19 en Algérie | Championnat arrêté en raison de la Pandémie de Covid-19 en Algérie | Championnat arrêté en raison de la Pandémie de Covid-19 en Algérie |
|            | 26 | NA Hussein Dey        | Dom. | Championnat arrêté en raison de la Pandémie de Covid-19 en Algérie | Championnat arrêté en raison de la Pandémie de Covid-19 en Algérie | Championnat arrêté en raison de la Pandémie de Covid-19 en Algérie | Championnat arrêté en raison de la Pandémie de Covid-19 en Algérie | Championnat arrêté en raison de la Pandémie de Covid-19 en Algérie |
|            | 27 | US Biskra             | Ext. | Championnat arrêté en raison de la Pandémie de Covid-19 en Algérie | Championnat arrêté en raison de la Pandémie de Covid-19 en Algérie | Championnat arrêté en raison de la Pandémie de Covid-19 en Algérie | Championnat arrêté en raison de la Pandémie de Covid-19 en Algérie | Championnat arrêté en raison de la Pandémie de Covid-19 en Algérie |
|            | 28 | JS Kabylie            | Dom. | Championnat arrêté en raison de la Pandémie de Covid-19 en Algérie | Championnat arrêté en raison de la Pandémie de Covid-19 en Algérie | Championnat arrêté en raison de la Pandémie de Covid-19 en Algérie | Championnat arrêté en raison de la Pandémie de Covid-19 en Algérie | Championnat arrêté en raison de la Pandémie de Covid-19 en Algérie |
|            | 29 | ASO Chlef             | Ext. | Championnat arrêté en raison de la Pandémie de Covid-19 en Algérie | Championnat arrêté en raison de la Pandémie de Covid-19 en Algérie | Championnat arrêté en raison de la Pandémie de Covid-19 en Algérie | Championnat arrêté en raison de la Pandémie de Covid-19 en Algérie | Championnat arrêté en raison de la Pandémie de Covid-19 en Algérie |
|            | 30 | CR Belouizdad         | Dom. | Championnat arrêté en raison de la Pandémie de Covid-19 en Algérie | Championnat arrêté en raison de la Pandémie de Covid-19 en Algérie | Championnat arrêté en raison de la Pandémie de Covid-19 en Algérie | Championnat arrêté en raison de la Pandémie de Covid-19 en Algérie | Championnat arrêté en raison de la Pandémie de Covid-19 en Algérie |

#### Classement
| Rang | Équipe        | Pts | J  | G | N | P  | Bp | Bc | Diff |
| ---- | ------------- | --- | -- | - | - | -- | -- | -- | ---- |
| 7    | JS Saoura     | 33  | 22 | 9 | 6 | 7  | 19 | 18 | +1   |
| 8    | AS Aïn M'lila | 32  | 22 | 8 | 8 | 6  | 26 | 25 | +1   |
| 9    | MC Oran       | 30  | 22 | 7 | 9 | 6  | 28 | 24 | +4   |
| 10   | Paradou AC    | 26  | 20 | 7 | 5 | 8  | 20 | 18 | +2   |
| 11   | USM Bel Abbès | 26  | 21 | 8 | 2 | 11 | 22 | 31 | −9   |

### Coupe d'Algérie
| Date       | Tour           | Adversaire  | Lieu           | Score | Buteurs du MCO                                                    | Buteurs de l'adv. | Public |
| ---------- | -------------- | ----------- | -------------- | ----- | ----------------------------------------------------------------- | ----------------- | ------ |
| 26/12/2019 | 1/32 de finale | MJ Arzew    | Ahmed Zabana   | 6–1   | Freifer 34e, Mellal 47e, Nadji 51e, Guertil 55e 72e, Ezzemani 77e | Boumaâza 16e      |        |
| 02/01/2020 | 1/16 de finale | ARB Ghriss  | Ahmed Zabana   | 3–1   | Nadji 24e, Hamidi 33e, Freifer 43e                                | Attou 53e (pen.)  |        |
| 13/02/2020 | 1/8 de finale  | WA Boufarik | Mohamed Reggaz | 2–0   | -                                                                 | Khettab 45+1e 54e |        |

## Statistiques

### Buteurs
| Rang | Joueur                 | Ligue 1 | Coupe d'Algérie | Total |
| ---- | ---------------------- | ------- | --------------- | ----- |
| 1    | Zakaria Mansouri       | 5       | 0               | 5     |
| 2    | Mahi Benhamou          | 4       | 0               | 4     |
| 2    | Benamar Mellal         | 3       | 1               | 4     |
| 2    | Rachid Nadji           | 2       | 2               | 4     |
| 5    | Boualem Mesmoudi       | 3       | 0               | 3     |
| 5    | Zoubir Motrani         | 3       | 0               | 3     |
| 5    | Boumediene Freifer     | 1       | 2               | 3     |
| 8    | Senouci Feghloul       | 2       | 0               | 2     |
| 8    | Youcef Guertil         | 0       | 2               | 2     |
| 10   | Abdelhak Abdelhafid    | 1       | 0               | 1     |
| 10   | Abdelkader Boutiche    | 1       | 0               | 1     |
| 10   | Youcef Guertil         | 1       | 0               | 1     |
| 10   | Mohamed Amine Ezzemani | 0       | 1               | 1     |
| 10   | Kamel Hamidi           | 0       | 1               | 1     |

- m.a.j : 22e journée.